# L'Arbre de Guernica (film)
Pour les articles homonymes, voir Arbre de Guernica (homonymie).
Pour plus de détails, voir Fiche technique et Distribution.
L'Arbre de Guernica est un film franco-italien réalisé par Fernando Arrabal et sorti en 1975.

## Synopsis
La guerre civile provoque différentes réactions dans la petite cité espagnole de Villa Ramiro : l’enseignant Antonio Garcia, sans prendre parti, insuffle ses idées pacifistes à ses élèves, le comte et ses trois fils fascistes s’adonnent au pillage tandis que Goya, le quatrième fils, décide de lutter pour la république comme Vandale, la passionaria locale…

## Fiche technique
- Titre original : L'Arbre de Guernica
- Titre italien : L'albero di Guernica
- Titre espagnol : El árbol de Guernica
- Réalisation : Fernando Arrabal
- Scénario : Fernando Arrabal
- Photographie : Ramón F. Suárez
- Son : Fiorenzo Magli
- Montage : Renzo Lucidi
- Production : Francesco Cinieri, Ken Legargeant, Gérard Wolf
- Sociétés de production : Babylone Films, Ci-Le Films, Les Productions Jacques Roitfeld, Luso Films
- Pays d'origine :  France,  Italie
- Société de distribution : Accatone
- Langue de tournage : français
- Tournage extérieur : Matera (Italie)
- Date de sortie : 
  - France : 19 novembre 1975
- Format : couleur par Eastmancolor — 35 mm — son mono
- Genre : drame surréaliste et symbolique
- Durée : 110 minutes

## Distribution
- Mariangela Melato : Vandale
- Ron Faber : Goya
- Cosimo Cinieri : Rafael
- Rocco Fontana : Antonio
- Franco Ressel : Onesimo
- Mario Novelli : Ramiro